# Albur (idioma español)
Albur en el idioma español se refiere, entre otras acepciones, a contingencia o azar a que se fía el resultado de alguna empresa. Ejemplos: "No deja nada al albur", "merecía la pena correr el riesgo al albur".
El albur es un juego de palabras que esconde un doble sentido, sobre todo de carácter sexual. En general se considera que en él participan dos o más personas, donde las palabras toman su doble sentido y significado de uno o varios fenómenos lingüísticos, como el bifronte, el calambur y la paronomasia. Este fenómeno de la lengua española se repite en otros idiomas como en el inglés con el llamado innuendo (del verbo latino innuere) o slang.

## Juego en la comunicación
El juego del albur consiste en formar palabras y frases diferentes dentro de otras. Por ejemplo, la frase sencilla "Taco Holgado" se puede pronunciar como Ta co-holgado. Aunque esto se puede lograr en cualquier tipo de plática, el albur se relaciona en general con una competencia cargada de dobles-sentido sexuales y escatológicos en la que el objetivo es humillar al contrario.
En América, los países que más se presenta este fenómeno son México, Chile, Colombia, República Dominicana y  Venezuela.
Aunque las reglas son similares, las formas y el léxico usado varían de un país a otro. Incluso en México, con su gran extensión, varía de región a región: por ejemplo el uso del Caló, una forma de idioma derivado del español, muy extendido entre los delincuentes.
En España existen fenómenos similares en las lenguas vernáculas de las autonomías, que no necesariamente reciben el nombre de albur. Es en Andalucía donde se presenta este fenómeno con mayor fuerza, donde uno de sus exponentes más notables es el humorista Chiquito de la Calzada, cuyo nombre es de por sí un albur.
En Venezuela el albur se manifiesta en formas distintas, conocido una de estas como el "Chinazo", que se trata de un comentario o frase con doble sentido, a menudo con connotaciones sexuales o humorísticas. Se caracteriza por su sutileza y la capacidad de transmitir un mensaje implícito que puede ser interpretado de diversas maneras.

## Nombre
Este tipo de juego recibe su nombre del juego de baraja española llamado Albur.

## El albur en países de habla hispana

### México
En México, el albur es un juego de palabras donde los participantes (antes únicamente entre varones, después comenzaron a participar también las mujeres) intercambian frases con un sentido sexual más o menos oculto. Se considera que alguien "gana" el intercambio cuando su interlocutor queda callado o su respuesta no es tan ingeniosa (generalmente, se interpreta, sobre todo en la época en la que los participantes eran únicamente varones, que quien "gana" termina "demostrando" que desempeña el rol de homosexual activo, mientras que el que "pierde" termina siendo el homosexual pasivo). El libro Picardía mexicana, del mexicano Armando Jiménez, hizo desde su primera edición (1958) una de las mejores recopilaciones del albur, en particular, y del habla popular, en general, en las calles del centro histórico de la Ciudad de México. El albur es un fenómeno característico de los habitantes de esa ciudad, pero también se practica en muchas regiones hispanohablantes, donde tiene otras características peculiares.

### Historia
Aunque los albures están muy generalizados entre los hispanohablantes, es muy característico de México. No se conoce una fecha exacta para su nacimiento, pero se cree que desde la época colonial era usado por los mineros del área de Pachuca en el hoy estado de Hidalgo, pero a finales del siglo XIX se empezó a oír mayoritariamente en la región central de México, sobre todo entre la población de escasos recursos, quienes desarrollaron ciertas reglas informales, de las cuales la más básica es evitar que el contrario pueda replicar lo que se le dijo. 
Durante años su uso se atribuyó sobre todo a personas de escasa educación, por lo que se le relacionaba con groserías y majaderías, con el uso siempre frecuente del lenguaje propio del caliche o caló, pero por su complejidad ha atraído a no pocas personas de gran nivel cultural, las cuales buscan e incluso elaboran un albur más sutil y difícil, ya que las expresiones deben evitar toda connotación grosera o peyorativa.
Así es como en el año 1998, en la ciudad de Pachuca, se abrió el Concurso Nacional del Albur, por parte de la Fundación Arturo Herrera Cabañas, A. C. y el gobierno del estado con apoyo del Fondo Nacional para la Cultura y las Artes.

### Reglas de uso
Como juego, el albur tiene varias reglas:
- Evitar que el contrario pueda contestar lo que se le dijo.
- Utilizar el verso rimado en vez de la prosa.
- Usar la acentuación para formar, con dos o más palabras, otra que sea el verdadero sentido (calambur). Por  ejemplo, si se dice: "Johnny Lotengo", se acentúa y se espacia, para decir: "Yo ni lo tengo."
- Los versos deben ser nuevos y relacionados con una situación diferente a la que se trata en la realidad, esta siempre o casi siempre de índole sexual. Por ejemplo, la frase: "Techo blanco."
- Se pueden incluir ademanes, gestos, expresiones gráficas, escritas e incluso sonoras no lingüísticas como el silbido. Aunque como lenguaje de palabras es poco factible, ya que el duelo se hace con mucha frecuencia sin mirarse mutuamente los contrarios.

Las reglas oficiales del Concurso Nacional del Albur son:
- No se puede insultar directamente al contrincante.
- No se pueden utilizar palabras soeces, lo que es causa de descalificación inmediata.
- Se debe contestar el albur en menos de cinco segundos o se pierde.
- No se puede repetir un verso.

### Participantes
Se conoce como alburero a la persona que frecuenta este tipo de comunicación y como albureado a la que es víctima de la misma. Ambos términos se utilizan tanto en el concurso como en la vida diaria, prácticamente con cualquier otro tipo de broma.